# Hoplitis elongaticeps
Hoplitis elongaticeps är en biart som beskrevs av Charles D. Michener 1947. Den ingår i släktet gnagbin och familjen buksamlarbin. Inga underarter finns listade i Catalogue of Life.

## Beskrivning
Ett övervägande svart bi, med bruna partier på benen och vid vingbaserna, i synnerhet hos hanen. Denne har även breda bruna band längs tergiternas bakkanter. Behåringen är vanligen vit, men nykläckta individer kan ha gulbrun behåring. Arten är helt liten, med en kroppslängd på omkring 5 mm.

## Utbredning
Hoplitis elongaticeps förekommer i västra USA (staterna Kalifornien, Arizona, Nevada, Utah och Wyoming). Populationen minskar.

## Ekologi
Hoplitis elongaticeps är en ökenlevande art. Som alla gnagbin är den solitär, honan svarar själv för bobyggnaden och omsorgen om avkomman.
Arten är polylektisk, den flyger till blommande växter från flera familjer, som lotusväxter (lotusar), ärtväxter (vedelsläktet och Psorothamnus fremontii) samt grobladsväxter (brokcollinsia).